# Semecarpus forstenii
Semecarpus forstenii är en sumakväxtart som beskrevs av Carl Ludwig von Blume. Semecarpus forstenii ingår i släktet Semecarpus och familjen sumakväxter. Inga underarter finns listade i Catalogue of Life.